# Aulacoscelis vogti
Aulacoscelis vogti är en skalbaggsart som beskrevs av Monrós 1959. Aulacoscelis vogti ingår i släktet Aulacoscelis och familjen Orsodacnidae. Inga underarter finns listade i Catalogue of Life.